# دووال (واشینگتن)
دووال (به انگلیسی: Duvall) شهری در شهرستان کینگ ایالت واشنگتن است که در سرشماری سال ۲۰۱۰ میلادی، ۶۶۹۵ نفر جمعیت داشته است.